# Liste von Autoren/T

## Ta
George Tabori (1914–2007)
Antonio Tabucchi (1943–2012)
Abdellah Taïa (* 1973)
Paco Ignacio Taibo I (1924–2008)
Paco Ignacio Taibo II (* 1949)
Mariko Tamaki (* 1975)
Susanna Tamaro (* 1957)
Ülkü Tamer (1937–2018)
Oğuz Tansel (1915–1994)
Tristan Taormino (* 1971)
Jean Tardieu (1903–1995)
Rudolf Tarnow (1867–1933)
Donna Tartt (* 1963)
Jean-Baptiste Tati Loutard (1938–2009)
Michel Tauriac (1927–2013)
Kressmann Taylor (1903–1996)

## Te
Michelle Tea (* 1971)
Hernando Téllez (1908–1966)
Uwe Tellkamp (* 1968)
Émile Témime (1926–2008)
Vijay Tendulkar (1928–2008)
László Tengelyi (1954–2014)
William Tenn (* 1945)
Studs Terkel (1912–2008)
Martin Textor (* 1954)
Josephine Tey (1896–1952)

## Th
William Makepeace Thackeray (1811–1863), GB
Elisabeth von Thadden (* 1961), D
Rudolf von Thadden (1932–2015), D
Albert Vigoleis Thelen (1903–1989), D
Jürgen Theobaldy (* 1944), D
Michael Theunissen (1932–2015), D
Klaus Theweleit (* 1942), D
Friedel Thiekötter (1944–2011), D
August Thieme (1780–1860), D
Stephan Thiemonds (* 1971), D
Ludwig Thoma (1867–1921), D
Dylan Thomas (1914–1953), GB
Leslie Thomas (1931–2014), GB
Kate Thompson (* 1956), GB
Kate Thompson (* 1959), IRL
Judith Jarvis Thomson (1929–2020), USA
Henry David Thoreau (1817–1862), USA
Ines Thorn (* 1964), D
Raik Thorstad (* 1980), D
Moritz August von Thümmel (1738–1817), D
James Thurber (1894–1961), US
Harry Thürk (1927–2005), D
Brigitte Thurm (1932–2020), D

## Ti
Bassam Tibi (* 1944)
Herbert Tichy (1912–1987)
Ludwig Tieck (1773–1853)
Walter van Tilburg Clark (1909–1971)
Freeman Tilden (1883–1980)
Claude Tillier (1801–1844)
Germaine Tillion (1907–2008)
Charles Tilly (1929–2008)
Louise A. Tilly (1930–2018)
Richard H. Tilly (1932–2023)
Uwe Timm (* 1940)
Philipp Tingler (* 1970)
Julius Tinzmann (1907–1982)
James Tiptree junior (1915–1987)
Aleksandar Tišma (1924–2003)

## To
Alexis de Tocqueville (1805–1859), FR
Emmanuel Todd (* 1951), FR
Jürgen Todenhöfer (* 1940), D
Tzvetan Todorov (1939–2017), BG/FR
Pramoedya Ananta Toer (1925–2006), IDN
Colm Tóibín (* 1955), IRL
Alice B. Toklas (1877–1967), US
Sandi Toksvig (* 1958), GB
J. R. R. Tolkien (1892–1973), GB
Ernst Toller (1893–1939), D
Alexei Konstantinowitsch Tolstoi (1817–1875), RU
Alexei Nikolajewitsch Tolstoi (1883–1945), RU
Lew Tolstoi (1828–1910), RU
Giuseppe Tomasi di Lampedusa (1896–1957), IT
Horst Tomayer (1938–2013), D
Javier Tomeo (1932–2013), ES
Pier Vittorio Tondelli (1955–1991), SP
Andreas Tönnesmann (1953–2014), D
John Kennedy Toole (1937–1969), US
Peter Torberg (* 1958), D
Miguel Torga (1907–1995), PT
Michel Tournier (1924–2016), FR
Jean-Philippe Toussaint (* 1957), BE
Larry Townsend (1930–2008), USA
Sue Townsend (1946–2014), GB
Arnold J. Toynbee (1889–1975), GB
Federigo Tozzi (1883–1920), IT

## Tr
P. J. Tracy (* 1947 / * 1967)
Georg Trakl (1887–1914)
Edmond Tranin (1895–20. Jh.), F
Tomas Tranströmer (1931–2015)
Klaus Traube (1928–2016)
B. Traven († 1969)
Wolfgang Tress (1948–2023)
William Trevor (1928–2016)
Jürgen Trimborn (1971–2012)
Trixini (1933–2015)
Dagmar Trodler (* 1965)
Johannes Trojan (1837–1915)
Ilija Trojanow (* 1965)
Lothar Trolle (1944–2025)
Emma Trosse (1863–1949)
Ernst Trost (1933–2015)
Evelyne Trouillot (* 1954)
Lyonel Trouillot (* 1956)
M. J. Trow (* 1949)
Monique Truong (* 1968)

## Tu
Barbara Tuchman (1912–1989)
Kurt Tucholsky (1890–1935)
Wilson Tucker (1914–2006)
Hans Tügel (1894–1984)
Ludwig Tügel (1889–1972)
Otto Tetjus Tügel (1892–1973)
Ernst Tugendhat (1930–2023)
Iwan Turgenew (1818–1883)
Desmond Tutu (1931–2021)

## Tw
Mark Twain (1835–1910)
Abraham J. Twerski (1930–2021)

## Ty
Juri Tynjanow (1894–1943)

## Tz
Tristan Tzara (1896–1963)